# Blitz (football americano)
Il blitz (a volte chiamato anche red dog), nel football americano o canadese è un'azione difensiva che consiste nell'attraversamento della linea di scrimmage da parte di uno o più linebacker o defensive back per cercare il sack nei confronti del quarterback avversario. Il nome deriva dal termine tedesco blietzkrieg (guerra lampo), la strategia usata dalla Germania nazista all'inizio della seconda guerra mondiale.
Il blitz venne introdotto nel football americano dal linebacker dei New York Giants Don Ettinger, durante la sua carriera nella NFL (1948-1950). Larry Wilson, free safety dei Saint Louis Cardinals tra il 1960 e il 1972, perfezionò il safety blitz su ispirazione del proprio allenatore difensivo Chuck Drulis che ne è considerato l'inventore.